# Distretto di Huata (Ancash)
Il distretto di Huata è un distretto del Perù nella provincia di Huaylas (regione di Ancash) con 1.609 abitanti al censimento 2007 dei quali 228 urbani e 1.381 rurali.
È stato istituito il 2 gennaio 1857.

## Località
Il distretto è formato dalle seguenti località:
- Huata
- Cancho
- Inchapampa
- Parcap
- Racracallan
- Ranca
- Tambillo
- Caulla
- Cashapuro
- Animas
- Molino
- Tunanpuquio
- Shaquipampa
- Tranca
- Huerco
- Pichipuquio
- Puca Rumi
- Mosqueta
- Mandahuas
- Colcash
- Anascallan (Choccho)
- Rachinac
- Higos
- Cotu
- Cocha Cocha
- Lauricocha
- La Fronda
- Ampicallan
- Zanja
- Cahu Nuevo
- Pato Raca
- Cucuri
- Ancaranac
- Pichi Alta
- Cedro
- Quespac
- Huachcuyoc
- Nauya
- Yuracpacha
- Alalacpampa
- Pacayo (Pucllanca)
- Maraypampa
- Malambo
- Ocuyoc
- Rayan
- Huancayoc
- Ache